# Christian Fahrenholz
Christian Johann Hinrich Fahrenholz (* 28. Oktober 1918 in Hemelingen, jetzt Bremen; † 23. April 1986 in Bremen) war ein deutscher Politiker (SPD) und Mitglied der Bremischen Bürgerschaft.

## Biografie
Christian Fahrenholz wurde am 28. Oktober 1918 als Sohn des Maurers Christian Fahrenholz (1896–1918) und seiner Ehefrau Wilhelmine Catharina geb. Dunker (1896–1978) in Hemelingen geboren.
Sein Vater fiel im Ersten Weltkrieg.
Fahrenholz war als Polizeibeamter in der Schutzpolizei in Bremen tätig.
Er war Mitglied der SPD im Ortsverein Bremen-Arbergen. Von 1955 bis 1959 war er bereits Deputierter und von 1959 bis 1963 Mitglied der 5. Bremischen Bürgerschaft und dort Mitglied verschiedener Deputationen, u. a. für Jugendwohlfahrt.
Er war Mitglied der Gewerkschaft der Polizei (GdP) und in Bremen deren stellvertretender Vorsitzender. Er war Mitglied des Personalrats der Schutzpolizei und zeitweise im Vorstand.
Er war in den 1950er bis 1970er Jahren Mitglied im Beirat Bremen-Hemelingen und dort ab 1965 Beiratssprecher. Hier drängte er auf die Einrichtung einer höheren Schule für den Stadtteil mit über 40.000 Einwohnern.
Er war seit dem 4. Juli 1942 mit der Hausangestellten Marta geb. Asendorf verheiratet. Die Eheschließung fand in Bremen-Hemelingen statt. Christian Fahrenholz starb am 23. April 1986 um 13:55 Uhr im Zentralkrankenhaus Bremen-Ost im Alter von 67 Jahren. Er wohnte zuletzt in der Westerwaldstraße 17 in Bremen. Er war evangelisch.